# Euphorbia burgeri
Euphorbia burgeri är en törelväxtart som beskrevs av Michael George Gilbert. Euphorbia burgeri ingår i släktet törlar, och familjen törelväxter. Inga underarter finns listade i Catalogue of Life.